# Ремшник
Ремшник (словен. Remšnik) — поселення в общині Радлє-об-Драві, Регіон Корошка, Словенія. Висота над рівнем моря: 851,2 м.